# 145

145(백사십오)는 144보다 크고 146보다 작은 자연수다.

## 수학
- 합성수로, 그 약수는 1, 5, 29, 145다. 진약수의 합은 35이므로, 145는 부족수다.
  - 49번째 반소수다. 앞의 반소수는 143, 다음 반소수는 146이다.
- 피타고라스 삼조의 빗변의 길이이다.
  - {\displaystyle 17^{2}+144^{2}=145^{2}}[a]
  - {\displaystyle 24^{2}+143^{2}=145^{2}}[b]
- 10번째 오각수다. 앞의 오각수는 117, 다음은 176이다.
- 5번째 십육각수다. 앞의 십육각수는 88, 다음은 216이다.
- {\displaystyle 145=1^{2}+12^{2}=8^{2}+9^{2}}
  - 연속하는 두 개의 십이각수(1, 12)의 제곱합으로 나타낼 수 있는 가장 작은 수다. 이 성질을 지닌 다음 수는 1233이다.
  - 9번째 중심있는 사각수로, 연속하는 두 자연수인 8과 9의 제곱합으로 나타낼 수 있다. 앞의 중심있는 사각수는 113, 다음은 181이다.
- {\displaystyle 145=3^{2}+6^{2}+10^{2}}
  - 연속하는 세 삼각수의 제곱합으로 나타낼 수 있으며, 이 성질을 지닌 앞의 수는 46, 다음 수는 361이다.
- {\displaystyle 59^{2}-1}은 145로 나누어떨어진다.

## 과학·기술
- NGC 145: 고래자리 방향에 있는 막대나선은하.
- 혼다 145(일본어판): 혼다의 소형 승용차.

## 교통

### 철도
- 수도권 전철 1호선 온수역의 역번호.
- 대구 도시철도 1호선 각산역의 역번호.

### 도로
- 국도 제145호선
  - 일본 145번 국도: 군마현 아가쓰마군 나가노하라정에서 누마타시까지 이어지는 일본의 국도.
- 기타 도로
  - 현도 제145호선

## 군사
- U-145(영어판, 독일어판): 제2차 세계 대전에 사용된 나치 독일의 군용 잠수함.

## 문화유산
- 대한민국의 국보 제145호: 귀면 청동로
- 대한민국의 보물 제145호: 예천 용문사 대장전 (해제)[c]
- 대한민국의 사적 제145호: 고창읍성

## 방송
- 지니 TV의 이벤트TV 채널 번호.
- U+ TV의 YTN2 채널 번호.
- LG헬로비전의 UXN 채널 번호.
- B tv 케이블의 폴라리스TV 채널 번호.
- KT HCN의 채널W 채널 번호.

## 기타
- 연도: 145년, 기원전 145년